# Протесты в поддержку Сергея Стерненко
«Протесты в поддержку Стерненко» (укр. Протести на підтримку Сергія Стерненко) — протестные акции на Украине в поддержку экс-руководителя одесской ячейки Правого Сектора Сергея Стерненко.

## Предыстория
23 февраля 2021 года, решением Приморского районного суда г. Одессы, Стерненко был осуждён за похищение депутата Коминтерновского районного совета Сергея Щербича на срок 7 лет и 3 месяца.

## Протесты в феврале
В этот же день прошла акция в поддержку Стерненко у здания Офиса Президента Зеленского.
27 февраля состоялась ещё акция у Офиса Президента Украины, откуда толпа, зажигая файеры и неся флаги и плакаты, двинулся в Офис генерального прокурора. В результате было перекрыто движение автомобилей прилегающими улицами.

## Акция на день рождения Стерненко
Следующая крупная акция протеста против приговора Стерненку под названием «Не слышишь? Увидишь» состоялась в том же месте 20 марта, в день рождения Сергея Стерненко. Участники разрисовали стены здания надписями протеста и разбили несколько стекол, двери Офиса и табличку было подожжено, по зданию было запущено несколько фейерверков. Полиция практически не вмешивалась в ход акции, которая продолжалась до 21 часов вечера. Офис президента Украины оценил ущерб в почти 2 млн грн, несмотря на то, что несколько клининговых компаний предлагали свои услуги по значительно более низкую стоимость.

## Последствия
9 апреля Одесский Апелляционный суд изменил меру пресечения для Сергея Стерненко на круглосуточный домашний арест.
31 мая состоялось последнее заседание Апелляционного суда Одессы по делу Сергея Стерненко о похищении Щербича. Стерненко признали виновным по статьям 146 и 263 Уголовного кодекса Украины и приговорили к 3 годам лишения свободы с заменой на 1 год условного срока

## Примечание
1. ↑  Приговор Стерненко. hromadske.ua. Дата обращения: 3 июня 2021. Архивировано 3 июня 2021 года.
2. ↑  Архивированная копия. Дата обращения: 3 июня 2021. Архивировано 3 июня 2021 года.
3. ↑  Приговор Стерненко: за что осудили украинского активиста | Украина и украинцы: взгляд из Европы | DW | 24.02.2021. Дата обращения: 3 июня 2021. Архивировано 3 июня 2021 года.
4. ↑  Суд визнав Стерненка винним у справі про викрадення і засудив до семи років ув’язнення (укр.). Радіо Свобода (23 февраля 2021). Дата обращения: 23 февраля 2021. Архивировано 23 февраля 2021 года.
5. ↑  У центрі Києва пройшла акція за Стерненка: тисячі людей та спалахи фаєрів. Дата обращения: 6 июня 2021. Архивировано 6 июня 2021 года.
6. ↑  Рада засудила графіті й побиті двері офісу Зеленського: насильство, свастика і наруга. BBC News Україна (укр.). Архивировано 30 марта 2021. Дата обращения: 30 марта 2021.
7. ↑  Пошкодження будівлі Офісу Президента оцінюють у майже 2 мільйони гривень (укр.). Офіційне інтернет-представництво Президента України. Дата обращения: 28 марта 2021. Архивировано 23 марта 2021 года.
8. ↑  Стерненка і Демчука відпустили під домашній арешт. Попереду апеляція на вирок (укр.). Українська правда. Дата обращения: 9 апреля 2021. Архивировано 9 апреля 2021 года.